# Raión de Dorogobuzh
El raión de Dorogobuzh (ruso: Дорогобу́жский райо́н) es un distrito administrativo y municipal (raión) ruso perteneciente a la óblast de Smolensk. Se ubica en el centro de la óblast. Su capital es Dorogobuzh, aunque la localidad más poblada es Verjnedneprovski.
En 2021, el raión tenía una población de 24 608 habitantes.
El raión se ubica unos 60 km al este de Smolensk.

## Subdivisiones
Comprende la ciudad de Dorogobuzh, el asentamiento de tipo urbano de Verjnedneprovski y los asentamientos rurales de Aléksino, Novo-Mijailovskoye y Usviatie. Estas cinco entidades locales suman un total de 124 localidades.